# ابوالحسن احمد بن ابراهیم اقلیدسی
ابوالحسن احمد بن ابراهیم اقلیدسی، ریاضیدان مسلمان عضو دارالحکمه که در حدود ۳۴۱ ق (۹۵۲ میلادی) در دمشق و بغداد می‌زیست. 

## زندگی
از آنجایی که در گذشته عنوان «اقلیدسی» به کسانی داده می‌شده که کتاب اصول اقلیدس را برای فروش رونویس می‌کرده‌اند، احتمالاً ابوالحسن اقلیدسی نیز از این راه زندگی می‌گذرانده‌است.

## آثار
در کتاب خود کتاب الفصول فی حساب الهندی طریقه نوینی از بیان و محاسبه اعداد اعشاری را ارائه داد که ۵ قرن قبل از کتاب مفتاح الحساب غیاث الدین جمشید کاشانی است. از این نظر برخی او را کاشف اعشار میدانند
او طی سفر های مختلف به دور و نزدیک، با شیوه محاسبات آنها آشنا میشد و آنها را یادداشت میکرد.
تا اینکه او راهی هند شد و با چرتکه گِلی (که دقیق ترین شیوه محاسبات آن زمان بود)، آشنا شد و آن را در ایران هم رواج داد.
- الکتاب الحجری فی الحساب
- الفصول فی الحساب الهندی